# سیارک ۱۰۹۷۴
سیارک ۱۰۹۷۴ (به انگلیسی: 10974 Carolalbert، نامگذاری:2225T-2) ده هزار و نهصد و هفتاد و چهارمین سیارک کشف شده‌است که در ۲۹ سپتامبر ۱۹۷۳ کشف شد.
قدر مطلق سیارک برابر ۱۶.۲ است.